# Khaled Al Eid
Khaled Al Eid, född den 2 januari 1969 i Riyadh i Saudiarabien, är en saudisk ryttare.
Han tog OS-brons i den individuella hoppningen i samband med de olympiska ridsporttävlingarna 2000 i Sydney.